# Bunken Station
Bunken Station er nu et trinbræt beliggende i den sydlige ende af Bunken Klitplantage i Vendsyssel 18 km sydvest for Skagen og 24 km nord for Frederikshavn.
Bunken Trinbræt ligger på Skagensbanen mellem Skagen og Frederikshavn. Det åbnede i 1890. Det betjenes i dag af tog fra jernbaneselskabet Nordjyske Jernbaner, der kører hyppige lokaltog mellem Skagen og Frederikshavn.

## Historie
Trinbrættet fandtes allerede ved banens start 24. juli 1890 og havde indtil 1975 en ventesal af træ. I nærheden lå en plantørbolig, hvorfra der blev solgt billetter og ekspederet stykgods indtil 1911, hvor Bunken blev billetsalgssted. Klitplantøren var stoppestedsbestyrer og havde banetelefon i plantørboligen, hvortil der blev meldt togafgang fra Hulsig eller Ålbæk.
I 1910 blev der 300 meter nord for holdepladsen anlagt et sidespor ind i klitplantagen. Under 1. verdenskrig blev der afsendt mange vognladninger af stammer med grene, hovedsageligt til Skagen. Efter ombygningen af banen fra smalspor til normalspor i 1924 blev sidesporet bevaret med en lille læsserampe. Benyttelsen af det aftog dog og blev efter 1930 så ringe, at banen i 1934 tog sidesporet op. Under 2. verdenskrig var der igen et sidespor ved trinbrættet.
I 2006 blev trinbrættet renoveret med parkeringsplads, ny perron og nyt venteskur.

## Trafik
Trinbrættet blev anlagt i et meget øde område, hvor det næsten kun blev brugt af turister til Råbjerg Mile. Nu er der sydvest for trinbrættet også et sommerhusområde og Golfklubben Hvide Klit med konferencehotel.
Trinbrættet betjenes af Nordjyske Jernbaner, der foruden Skagensbanen driver Hirtshalsbanen, Vendsysselbanen og Aalborg Nærbane. Så man kan fra Bunken køre til Skagen den ene vej og uden togskift helt til Skørping via Frederikshavn, Hjørring og Aalborg den anden vej.